# Begleitpanzer 57 AIFSV

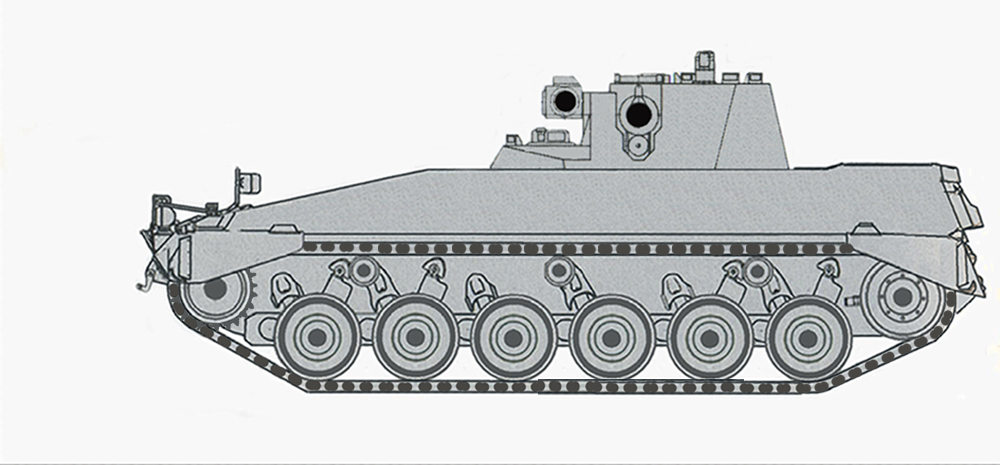
Turm in 9-Uhr-Stellung

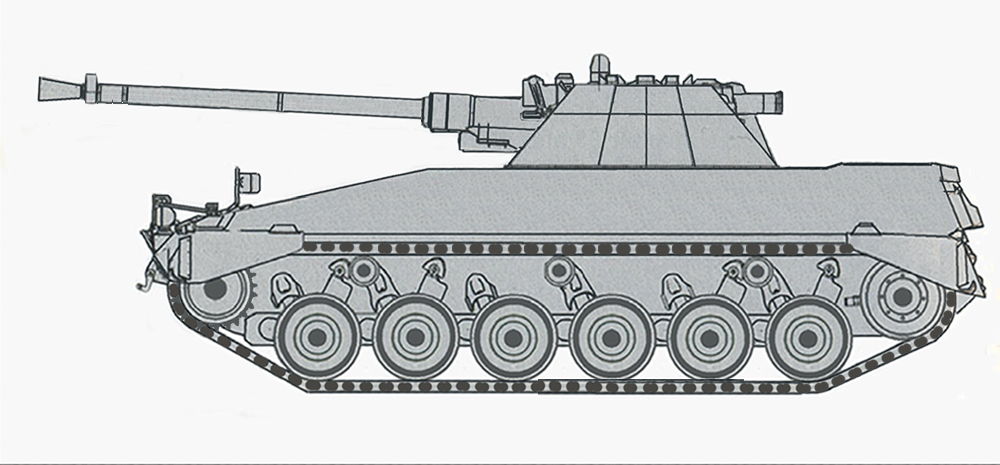
Seitenansicht

Der Begleitpanzer 57 AIFSV (Armored Infantry Fire Support Vehicle) war ein Projekt der Firmen Thyssen-Henschel und Bofors. Es wurde lediglich ein Prototyp gebaut. Mitte der 1970er-Jahre begannen die beiden damals noch existierenden Firmen Thyssen-Henschel und Bofors ohne staatlichen Auftrag mit der Entwicklung eines Infanterie-Begleitpanzers, da sie glaubten, hier eine Marktlücke entdeckt zu haben. Das Fahrzeug wurde im November 1977 erstmals vorgestellt. Wegen mangelnden Interesses seitens potentieller Abnehmer wurde das Projekt jedoch nicht weiter verfolgt.

## Beschreibung
Als Fahrgestell wurde die modifizierte Wanne des Schützenpanzers Marder verwendet. Hier waren alle Komponenten des Infanteriekampfes wie Kugelblenden, Heck-MG, Heckklappe und Luken und Inneneinrichtung des Mannschaftsraumes entfernt worden, um den bedeutend größeren Turm und die zugehörigen Vorrichtungen aufzunehmen. Der asymmetrisch geformte Turm hatte mittig in Längsrichtung eine Aussparung, in der die externe, scheitellafettierte Rohrwiege gelagert war. In Fahrtrichtung links befand sich auf der Turmdecke die Luke des Kommandanten mit Winkelspiegeln und stabilisiertem Rundblick-Periskop. Auf der rechten Seite des Turms, der hier ähnlich dem Marder-Turm gestaltet war, befand sich eine Startvorrichtung für TOW-Panzerabwehrlenkwaffen, darunter die Luke des Richtschützen. Dieser operierte mit einem Zielfernrohr mit Nachtsicht-Wärmebildsystem, einem Laser-Entfernungsmesser und nachgeführtem Kontrollsystem für die Lenkwaffen. Für den Kommandanten gab es einen Monitor mit Parallelangaben. Die Kanone bewegte sich im Höhenrichtbereich von −8° bis +45° Das Fahrzeug führte einen Munitionsvorrat von 48 Patronen 57-mm-Munition und sechs Panzerabwehrlenkflugkörper mit sich. Bei der Kanone handelte es sich um ein Bofors 57-mm/L70-Mk.1-Schiffsgeschütz  mit Ladeautomatik.
Die technischen Daten entsprachen denen des Marders, ausgenommen
- die Länge: 7,48 m (mit Kanone in 12-Uhr-Stellung),
- die Höhe: 2,51 m.